# Never a Dull Moment (Rod Stewart)
Never a Dull Moment è il quarto album di Rod Stewart, pubblicato nel 1972 dalla Mercury Records.

## Tracce
1. True Blue (Rod Stewart, Ronnie Wood) – 3:32
2. Lost Paraguayos (R.Stewart, Ronnie Wood) – 3:57
3. Mama, You Been on My Mind (Bob Dylan) – 4:29
4. Italian Girls (R.Stewart, Ronnie Wood) – 4:54
5. Angel (Jimi Hendrix) – 4:04
6. Interludings (A. Wood) – 0:40
7. You Wear It Well (R.Stewart, Martin Quittenton) – 4:22
8. I'd Rather Go Blind (Billy Foster, Ellington Jordon) –3:53
9. Twistin' the Night Away (Sam Cooke) – 3:13

## Musicisti
- Ronnie Wood - chitarra, chitarra acustica, basso
- Martin Quittenton - chitarra acustica
- Gordon Huntley - steel guitar
- Ronnie Lane - basso
- Pete Sears - piano, basso
- Spike Heatley - contrabbasso
- Ian McLagan - organo
- Micky Waller - batteria
- Kenny Jones - batteria
- Dick Powell - violino
- Lindsay Raymond Jackson - mandolino
- Neemoi Aquaye - congas

## Classifiche

### Classifiche settimanali
| Classifica (1972) | Posizione massima |
| ----------------- | ----------------- |
| Australia         | 3                 |
| Canada            | 1                 |
| Germania          | 37                |
| Italia            | 22                |
| Norvegia          | 8                 |
| Paesi Bassi       | 2                 |
| Regno Unito       | 1                 |
| Stati Uniti       | 2                 |

### Classifiche di fine anno
| Classifica (1972) | Posizione |
| ----------------- | --------- |
| Australia         | 18        |
| Paesi Bassi       | 15        |
| Regno Unito       | 4         |